# یوی هاتانو
یوی هاتانو (به ژاپنی: 波多野 結衣/はたの ゆい) خواننده مدل و بازیگر ژاپنی است. او دارای سابقه طولانی‌ترین و پرکارترین شغل‌های پورنوگرافی ژاپن است و تاکنون در بیش از ۲۰۰۰ فیلم بزرگسالان ظاهر شده که او را به یکی از محبوبترین‌هایه پورن استارهای ژاپن تبدیل کرده‌است.

## زندگی و حرفه
هاتانو در ۲۴ مه ۱۹۸۸ در توکیو متولد شد اما در کیوتو بزرگ شد، اولین حضور خود را در صنعت بزرگسالان در سال ۲۰۰۸ انجام داد، هنگامی که برای اولین بار در ۳ ژوئیه ۲۰۰۸ در فیلم آماتور ظاهر شد.